# Kim Hye-Lim
Kim Hye-Lim (en coreano: 김혜림) es una deportista surcoreana que compitió en esgrima, especialista en la modalidad de sable. Ganó una medalla de bronce en el Campeonato Mundial de Esgrima de 2006 en la prueba individual.

## Palmarés internacional
| Campeonato Mundial | Campeonato Mundial | Campeonato Mundial | Campeonato Mundial |
| Año                | Lugar              | Medalla            | Prueba             |
| ------------------ | ------------------ | ------------------ | ------------------ |
| 2006               | Turín (Italia)     | Medalla de bronce  | Sable individual   |